# Wahlkreis Aberdeen South and North Kincardine
| Aberdeen South and North Kincardine                       |
| --------------------------------------------------------- |
| Aberdeen South and North Kincardine · North East Scotland |
| Gebildet                                                  |
| 2011                                                      |
| Abgeordneter                                              |
| Audrey Nicoll (SNP)                                       |
| Regionen                                                  |
| Aberdeen Aberdeenshire                                    |

Aberdeen South and North Kincardine ist ein Wahlkreis für das Schottische Parlament. Er wurde 2011 als einer von zehn Wahlkreisen der Wahlregion North East Scotland eingeführt, die im Zuge der Revision der Wahlkreise im Jahre 2011 neu zugeschnitten und auf zehn Wahlkreise erweitert wurde. Hierbei wurde der Wahlkreis Aberdeen South and North Kincardine aus Gebieten der ehemaligen Wahlkreise Aberdeen South und West Aberdeenshire and Kincardine gebildet. Er umfasst die südlichen Stadtteile Aberdeens und die umliegenden Gebiete der Council Area Aberdeenshire. Der Wahlkreis entsendet einen Abgeordneten.
Der Wahlkreis erstreckt sich über eine Fläche von 176,6 km2. Im Jahre 2020 lebten 80.961 Personen innerhalb seiner Grenzen.

## Wahlergebnisse

### Parlamentswahl 2011
| Ergebnisse der Parlamentswahl 2011 | Ergebnisse der Parlamentswahl 2011 | Ergebnisse der Parlamentswahl 2011 | Ergebnisse der Parlamentswahl 2011 |
| Partei                             | Kandidat                           | Stimmen                            | %                                  |
| ---------------------------------- | ---------------------------------- | ---------------------------------- | ---------------------------------- |
| SNP                                | Maureen Watt                       | 11.947                             | 41,7                               |
| Labour                             | Greg Williams                      | 5624                               | 19,6                               |
| Liberal Democrats                  | John Sleigh                        | 4944                               | 17,4                               |
| Conservative                       | Stewart Whyte                      | 4058                               | 14,2                               |
| Parteilos                          | Marie Boulton                      | 1860                               | 6,3                                |
| National Front                     | Ross Willett                       | 214                                | 0,7                                |
| Wahlbeteiligung: 28.697 (52,81 %)  |                                    |                                    |                                    |

### Parlamentswahl 2016
| Ergebnisse der Parlamentswahl 2016 | Ergebnisse der Parlamentswahl 2016 | Ergebnisse der Parlamentswahl 2016 | Ergebnisse der Parlamentswahl 2016 | Ergebnisse der Parlamentswahl 2016 |
| Partei                             | Kandidat                           | Stimmen                            | %                                  | ±                                  |
| ---------------------------------- | ---------------------------------- | ---------------------------------- | ---------------------------------- | ---------------------------------- |
| SNP                                | Maureen Watt                       | 13.604                             | 42,1                               | +0,4                               |
| Conservative                       | Ross Thomson                       | 10.849                             | 33,5                               | +19,4                              |
| Labour                             | Alison Evison                      | 5.603                              | 17,3                               | −2,3                               |
| Liberal Democrats                  | John Waddell                       | 2.284                              | 7,1                                | +10,4                              |
| Wahlbeteiligung: (54,2 %)          |                                    |                                    |                                    |                                    |

### Parlamentswahl 2021
| Ergebnisse der Parlamentswahl 2021 | Ergebnisse der Parlamentswahl 2021 | Ergebnisse der Parlamentswahl 2021 | Ergebnisse der Parlamentswahl 2021 | Ergebnisse der Parlamentswahl 2021 |
| Partei                             | Kandidat                           | Stimmen                            | %                                  | ±                                  |
| ---------------------------------- | ---------------------------------- | ---------------------------------- | ---------------------------------- | ---------------------------------- |
| SNP                                | Audrey Nicoll                      | 16.500                             | 42,3                               | +0,2                               |
| Conservative                       | Liam Kerr                          | 14.829                             | 38,0                               | +4,5                               |
| Labour                             | Lynn Thomson                       | 4.505                              | 11,5                               | −5,8                               |
| Liberal Democrats                  | Ian Yuill                          | 2.889                              | 7,4                                | +0,3                               |
| Libertarian                        | Stephen Jamieson                   | 286                                | 0,7                                | +0,7                               |
| Wahlbeteiligung: (64 %)            |                                    |                                    |                                    |                                    |